# Klippe

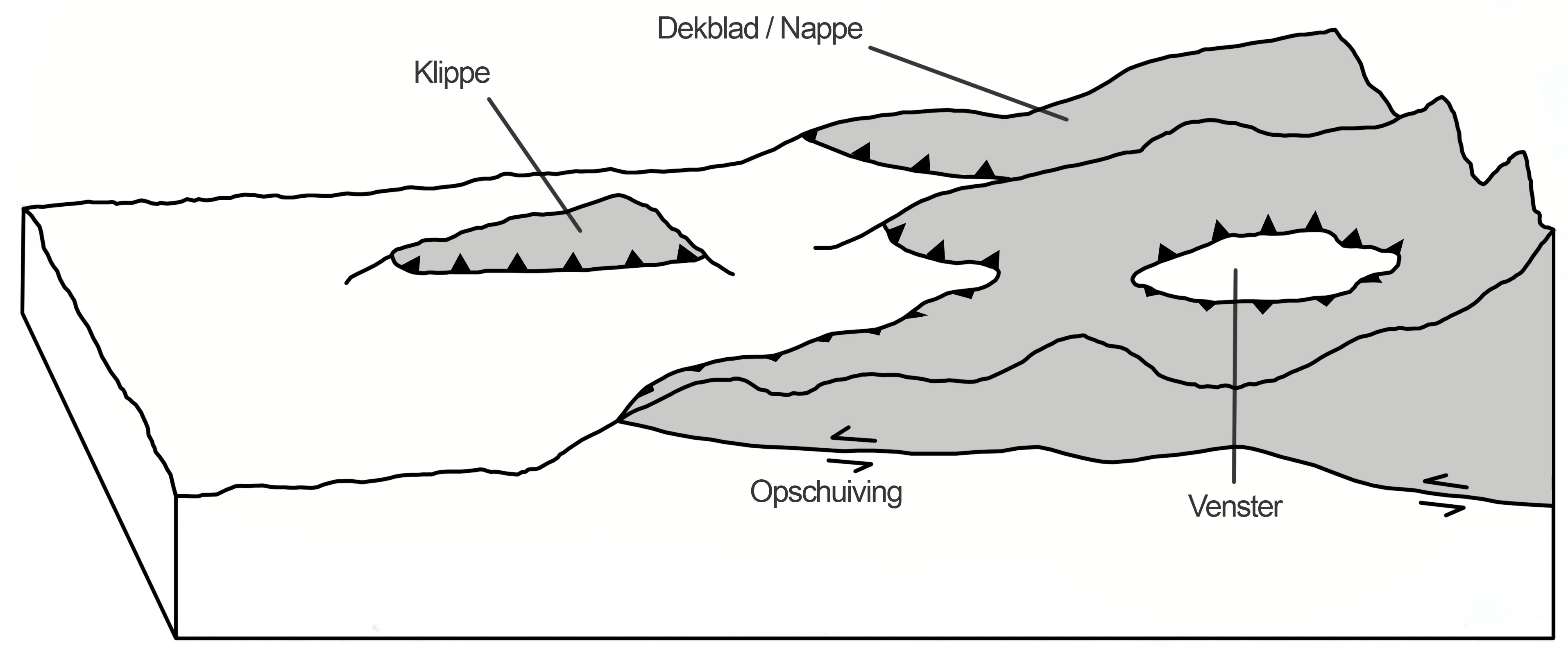
Schematische tekening van een overschuiving: het gesteente van de nappe is het grijze materiaal dat over het autochtone gesteente (wit) is heen geschoven. Een venster is een plek waar het autochtone gesteente door een erosief gat in de nappe dagzoomt. Een klippe is een plek waar een geïsoleerd stuk van het nappegesteente boven op het autochtone gesteente ligt.

Een klippe is in de structurele geologie een term voor een door erosie of afschuiving gevormde los liggende dagzoom van een allochtone tektonische eenheid, meestal een nappe of dekblad.
De klippe bestaat uit materiaal uit de bovenliggende (overgeschovene en daarom allochtone) tektonische eenheid, de nappe, terwijl het omringende gesteente uit de onderliggende autochtone eenheid bestaan. Klippes kunnen in de praktijk elke schaal aannemen, van een aantal tientallen meters tot vele honderden kilometers.
Het woord klippe is overgenomen uit het Duits, waarin het klip betekent.

## Voorbeelden
- Dent Blanche-nappe (Zwitserland)
- Chief Mountain (Montana, Verenigde Staten)